# 鲁家滩水库
鲁家滩水库是位于北京市门头沟区潭拓寺乡鲁家滩的水库。拦截小清河的支流封门沟。
1970年建成。总库容125万立方米，控制流域面积54平方公里。有主坝、副坝、溢洪道、输水洞。主坝为浆砌石溢流坝，最大坝高31.5米。